# Gerald Ross

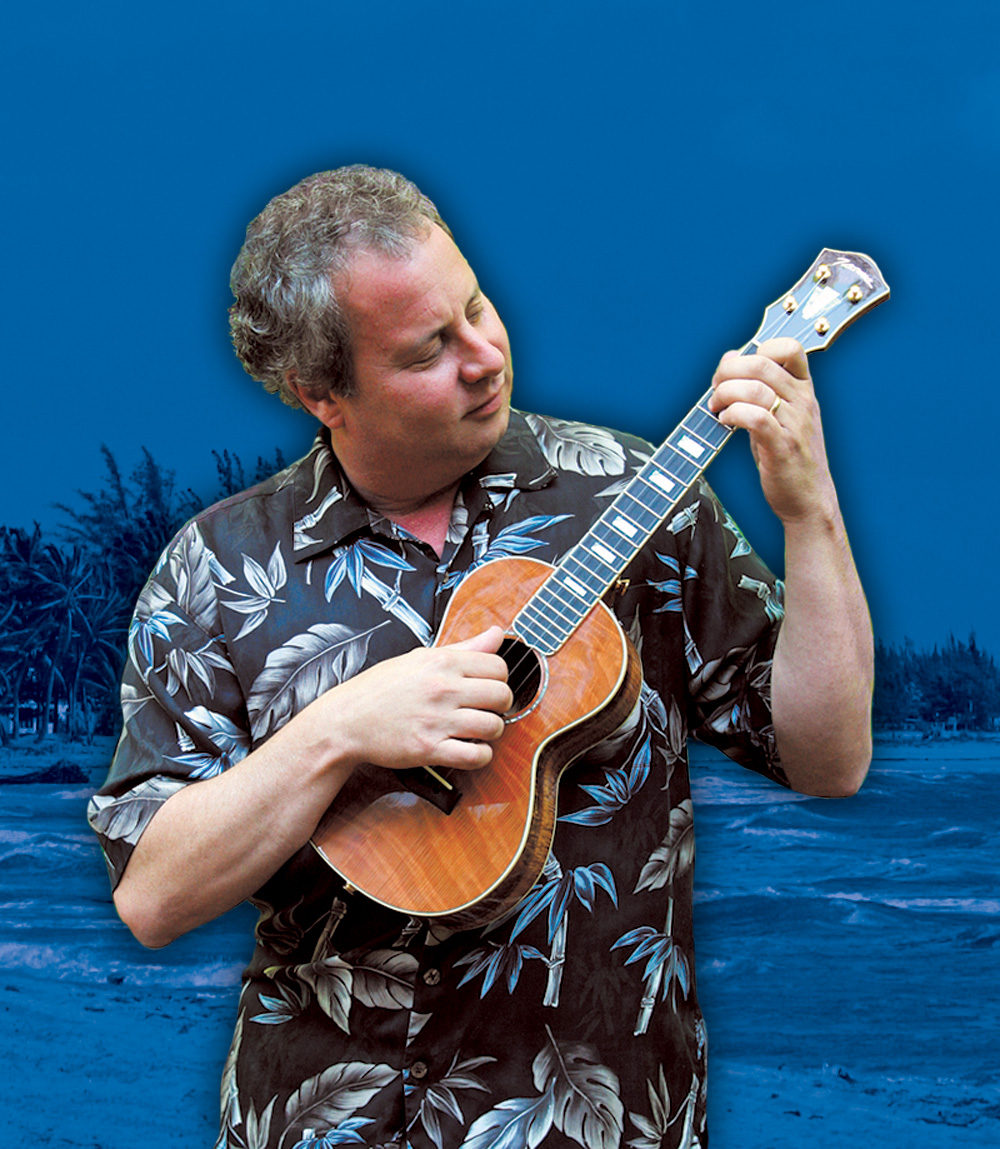
Gerald Ross

Gerald Ross (* 26. September 1954 in Detroit, Michigan) ist ein US-amerikanischer Musiker, der sich auf die traditionell amerikanischen Musikstile spezialisiert hat – Swing, früher Jazz, Western Swing, Hawaiian, Ragtime und Blues.

## Leben und Werk
Gerald Ross spielt Gitarre, Lap Steel Gitarre, Banjo und Ukulele. Als Musiker ist er seit seinem 14. Lebensjahr aktiv. Ross hat innerhalb der USA und Europa zahlreiche Konzerte gegeben und sieben Solo CDs veröffentlicht. Ross tourt aktuell vorwiegend als Solokünstler und spielt dabei bevorzugt Ukulele. Außerdem gibt er auf Festivals und in Musik-Camps Kurse für Ukulele und Steel-Gitarre. Bei dem internationalen Projekt The Beatles Complete On Ukulele Ende der 2000er Jahre bei dem zahlreiche namhafte Künstler und Bands vertreten waren, steuerte er die Ukulele-Version des Songs Penny Lane von den Beatles bei.
Bei der Lost World String Band (LWSB) hat Gerald Ross von 1979 bis 2011 Gitarre, Ukulele, Cajun-Akkordeon und Steel-Gitarre gespielt. Die Lost World String Band trat mehrmals in der A Prairie Home Companion mit Garrison Keillor auf. Der Ruf der Band für Spontanität und Humor bei ihren Live-Auftritten bescherte ihr einen Spot als Musikact in New Yorks berühmten Comedy Club The Improv in der Neujahrs-Show 1982.

## Auszeichnungen (Auswahl)
- 1993: Gewinn der Wemu Jazz Competition (Kategorie Solokünstler)
- 2010: Gewinn des 2010 Hawaii Music Awards, Kategorie Steel-Gitarre.
- 2010: Die aNueNue Ukulele Company bringt die Gerald Ross Signature Tenor Ukulele heraus.
- 2013: Mya-Moe Ukulele ehrt ihn als Künstler des Monats (Juni)
- 2015: UkeFarm Radio ehrt ihn als Künstler des Monats (Januar)

## Diskografie

### Studio-Alben (Solo)
- Romance & Adventure
- Ukulele Stomp
- Moonlight And Shadows
- Ukulele Hit Parade
- Mistletoe Mazel Tov
- Swing Ukulele
- Absolute Uke

### Projekte
- Stoney Creek – Meet The Creek
- Lost World String Band – Ready To Wear
- After 10 Years – Elderly Instruments (w/MacPherson Strutters)
- Sally Rogers – In The Circle of the Sun
- Wheatland Festival – At This Stage – 30 Years at the Wheatland Festival
- Various Ukulele Artists – Square Pegs And Round Holes
- Yiddishe Cup – Klezmer Guy
- Greg Gattuso (Hilo Greg) – Little Songs For Big Kids
- Bosko & Honey Present... Ukulele Safari Volume 1
- The Beatles Complete on Ukulele – Paperback Writer
- The Beatles Complete on Ukulele – Penny Lane
- Katseye – Makin' Lemonade
- The Hula Honeys – A Hui Hou
- Tree Town Ukes – Veterans Song (guitar)
- Phil Doleman - And (guitar, bass, Dobro - UK release)